# Duncan Waldron
| 3753 Cruithne  | 10 ottobre 1986  |
| 5577 Priestley | 21 novembre 1986 |

J. Duncan Waldron (Glasgow, ...) è un astronomo amatoriale scozzese, di professione fotografo.
Il Minor Planet Center gli accredita la scoperta di due asteroidi, effettuate entrambe nel 1986.